# Lucia Albani Avogadro
Lucia Albani Avogadro (Bergame, 1534 - Brescia, 1568) est une noble et poétesse italienne du XVIe siècle, membre de la famille Albani. 

## Biographie
Née à Bergame avec quatre frères et deux sœurs, Lucia Albani est la fille de Giovanni Gerolamo Albani, jurisconsulte, cardinal et gouverneur de Bagnoregio, et de Laura Longhi, elle-même nièce d'Abbondio Longhi (it), secrétaire de Bartolomeo Colleoni. Bergame fait alors partie (depuis 1428) des Domaines de Terre-ferme — en italien, Domini di Terraferma — de la république de Venise.
Lucia épouse à seize ans Faustino Avogadro, membre de la noblesse de Brescia, et s'installe dans cette ville : versée dans les lettres, elle est membre de l'Accademia degli Occulti et écrit des Rime qui sont publiées à Venise en 1553.
Elle est impliquée dans une dramatique querelle de famille avec les Brembati (it), qui aboutit à l'assassinat d'Achille Brembati en 1563 dans la basilique Santa Maria Maggiore de Bergame, entraînant l'arrestation de ses frères et de son père, et l'exil de son mari à Ferrare, considéré comme faisant partie du complot. La jeune femme suit son mari en exil, mais celui-ci meurt subitement en 1564 après être tombé ivre d'un balcon. Elle retourne à Brescia où elle meurt de la tuberculose en 1568.
Ses sonnets sont également appréciés par Girolamo Ruscelli qui en publie deux dans ses Rime di diversi eccellenti autori bresciani et Giovanni Battista Moroni la représente dans son célèbre tableau Dama in rosso (it),.